# Seiichi Osanai
Seiichi Osanai (jap. 長内清一 Osanai Seiichi; ur. 20 grudnia 1953 w  Iwate) – japoński zapaśnik w stylu klasycznym. Olimpijczyk z Los Angeles 1984, gdzie zajął ósme miejsce w kategorii 62 kg.
Piąty w mistrzostwach świata w 1985. Złoty medal na igrzyskach azjatyckich w 1986. Drugi w Pucharze Świata w 1980 i w 1982 roku.